# پلکس (نرم‌افزار)
پلیکس یک سیستم پخش رسانه ای مشتری و سرور و مجموعه نرم افزار است که از دو جزء اصلی تشکیل شده‌است. برنامه دسک تاپ پلکس مدیا سرور روی ویندوز، macOS و Linux اجرا می‌شود، از جمله برخی از دستگاه‌های NAS. برنامه دسک تاپ سرور، فیلم، صوت و عکس را از مجموعه‌های یک کاربر و از خدمات آنلاین سازماندهی می‌کند، و بازیکنان را قادر می‌سازد تا به محتویات خود دسترسی و پخش کنند. همچنین مشتریان رسمی برای دستگاه‌های تلفن همراه، تلویزیون‌های هوشمند و جعبه‌های جریان، یک برنامه وب و سینمای خانگی پلکس (دیگر نگهداری نشده) و همچنین بسیاری از گزینه‌های شخص ثالث در دسترس هستند.